# FK Dinamo Saint-Pétersbourg
Maillots
Le Dinamo Saint-Pétersbourg (en russe : «Динамо» Санкт-Петербург) est un club de football russe basé à Saint-Pétersbourg fondé en 1922.
Il évolue en quatrième division russe depuis la saison 2023-2024.

## Histoire

### Fondation et premières années dans le championnat soviétique (1922-1953)
Le club est fondé en 1922 sous le nom de Dinamo Leningrad et débute dans le championnat d'Union soviétique de football en 1936 et est l'un des sept clubs à avoir participé à la première édition de ce championnat. L'équipe participe à la compétition jusqu'à son interruption en 1941 à la suite de l'entrée de l'URSS dans la Seconde Guerre mondiale. Après la guerre, l'équipe évolue en première division soviétique jusqu'en 1954 où elle est remplacée par un autre club, le Trudovyye Rezervy Leningrad. Le club est alors dissous.

### Refondation et passage dans les divisions inférieures (1960-1999)
En 1960, le club est ressuscité et passe les deux saisons suivantes en « classe B », le deuxième niveau de la ligue soviétique, avant d'accéder à la division supérieure.

### Années troubles (2000-2018)

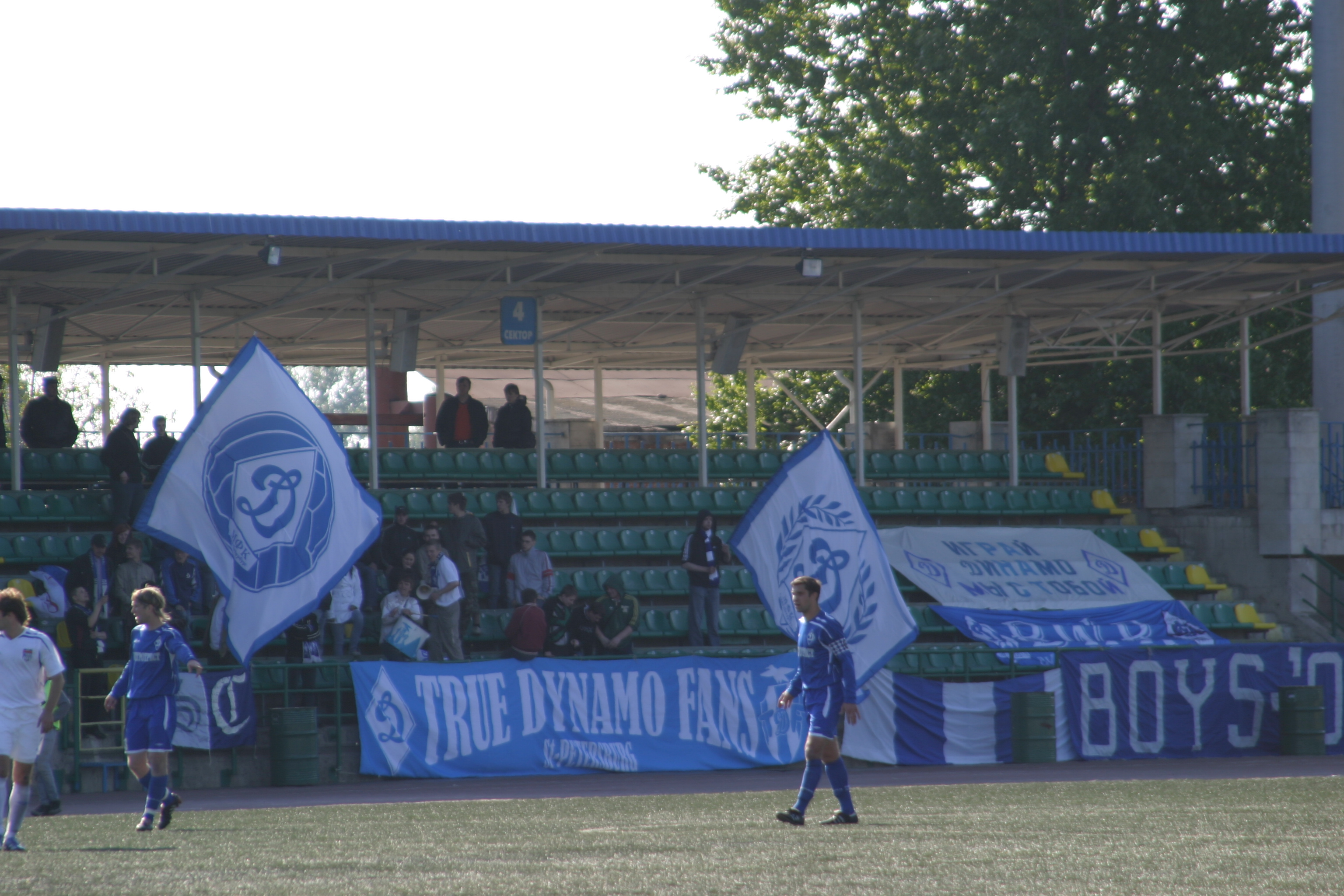
Supporters du Dinamo en 2008.

Le Dinamo perd son statut professionnel dans un premier temps en 2000, en raison d'un manque de financement. Le club est cependant rétabli immédiatement par une société de construction locale. Après une nouvelle perte de son statut professionnel en 2004, il reste inactif jusqu'en 2007, où il est refondé sur la base du Petrotrest Saint-Pétersbourg.
Le club remonte en deuxième division en remportant le groupe Ouest de la troisième division lors de la saison 2016-2017.

### Délocalisation à Sotchi et nouvelle refondation (depuis 2018)
Après une saison au deuxième échelon, qui le voit terminer sixième du championnat, la direction du Dinamo annonce la relocalisation de l'équipe professionnelle à Sotchi sous le nom FK Sotchi en juin 2018,,.
Les équipes amateures et de jeunes demeurent quant à elles actives, et le Dinamo est finalement recréé en avril 2019 par l'homme d'affaires Konstantin Samsonov sur la base de l'équipe de l'usine d'abrasion de Louga, située à une centaine de kilomètres au sud de Saint-Pétersbourg. La nouvelle équipe première intègre dans la foulée le championnat municipal où il termine en deuxième position derrière le Petrovitch. Malgré des rumeurs d'un retour au niveau professionnel en troisième division dès l'été 2020, le club décide finalement de passer une année de plus chez les amateurs, intégrant malgré tout la quatrième division. À cet échelon, le Dinamo s'impose rapidement comme la force dominante du groupe Nord-Ouest dont il termine largement premier avec onze victoires et un match nul sur l'ensemble de la saison avant de finir par la suite cinquième du classement général à l'issue de la phase finale.
Durant le mois de juin 2021, le club obtient une licence professionnelle et intègre ainsi la troisième division pour la saison 2021-2022.
En 1/32èmes de la Coupe de Russie 2022-2023, le club s'est incliné contre le leader de la première ligue Alania Vladikavkaz. 
Jouant dans le groupe 2 de la deuxième ligue, le club a pris la 8e place du sous-groupe 1 et ne s'est pas qualifié pour le sous-groupe "A" et se battre pour la promotion à l'échelon supérieur. Dans le sous-groupe "B", le club a pris la 2ème place.

## Bilan sportif

### Palmarès
- Championnat de Russie D3
  - Vainqueur de la zone Ouest en 2001, 2009 et 2017.

### Classements en championnat
La frise ci-dessous résume les classements successifs du club en championnat d'Union soviétique.
La frise ci-dessous résume les classements successifs du club en championnat de Russie.

### Bilan par saison
Légende
- Promotion en division supérieure
- Relégation en division inférieure

#### Période soviétique
| Saison           | Championnat             | Championnat             | Championnat             | Championnat             | Championnat             | Championnat             | Championnat             | Championnat             | Championnat             | Championnat             | Coupe d'URSS            |
| Saison           | Division                | Pos                     | Pts                     | J                       | V                       | N                       | D                       | BP                      | BC                      | Diff                    | Coupe d'URSS            |
| ---------------- | ----------------------- | ----------------------- | ----------------------- | ----------------------- | ----------------------- | ----------------------- | ----------------------- | ----------------------- | ----------------------- | ----------------------- | ----------------------- |
| 1936 (printemps) | 1re                     | 6e                      | 9                       | 6                       | 1                       | 1                       | 4                       | 5                       | 12                      | -7                      | Quarts de finale        |
| 1936 (automne)   | 1re                     | 7e                      | 12                      | 7                       | 1                       | 3                       | 3                       | 7                       | 15                      | -8                      | Quarts de finale        |
| 1937             | 1re                     | 7e                      | 29                      | 16                      | 2                       | 9                       | 5                       | 21                      | 25                      | -4                      | Seizièmes de finale     |
| 1938             | 1re                     | 7e                      | 30                      | 25                      | 12                      | 6                       | 7                       | 52                      | 32                      | +20                     | Demi-finales            |
| 1939             | 1re                     | 10e                     | 22                      | 26                      | 8                       | 6                       | 12                      | 41                      | 56                      | -15                     | Seizièmes de finale     |
| 1940             | 1re                     | 5e                      | 27                      | 24                      | 11                      | 5                       | 8                       | 47                      | 44                      | +3                      | —                       |
| 1941-1943        | Seconde Guerre mondiale | Seconde Guerre mondiale | Seconde Guerre mondiale | Seconde Guerre mondiale | Seconde Guerre mondiale | Seconde Guerre mondiale | Seconde Guerre mondiale | Seconde Guerre mondiale | Seconde Guerre mondiale | Seconde Guerre mondiale | Seconde Guerre mondiale |
| 1944             | —                       | —                       | —                       | —                       | —                       | —                       | —                       | —                       | —                       | —                       | Quarts de finale        |
| 1945             | 1er                     | 5e                      | 25                      | 22                      | 11                      | 3                       | 8                       | 42                      | 29                      | +13                     | Quarts de finale        |
| 1946             | 1er                     | 5e                      | 24                      | 22                      | 10                      | 4                       | 8                       | 37                      | 32                      | +2                      | Huitièmes de finale     |
| 1947             | 1er                     | 10e                     | 19                      | 24                      | 7                       | 5                       | 12                      | 32                      | 48                      | -16                     | Demi-finales            |
| 1948             | 1er                     | 6e                      | 25                      | 26                      | 10                      | 5                       | 11                      | 42                      | 47                      | -5                      | Huitièmes de finale     |
| 1949             | 1er                     | 9e                      | 34                      | 34                      | 12                      | 10                      | 12                      | 53                      | 53                      | 0                       | Seizièmes de finale     |
| 1950             | 1er                     | 8e                      | 38                      | 36                      | 14                      | 10                      | 12                      | 63                      | 50                      | +13                     | Seizièmes de finale     |
| 1951             | 1er                     | 9e                      | 27                      | 28                      | 11                      | 5                       | 12                      | 46                      | 53                      | -7                      | Seizièmes de finale     |
| 1952             | 1er                     | 5e                      | 15                      | 13                      | 5                       | 5                       | 3                       | 17                      | 17                      | 0                       | Demi-finales            |
| 1953             | 1er                     | 10e                     | 14                      | 20                      | 5                       | 4                       | 11                      | 20                      | 33                      | -13                     | Huitièmes de finale     |
| 1954-1959        | Club inactif            | Club inactif            | Club inactif            | Club inactif            | Club inactif            | Club inactif            | Club inactif            | Club inactif            | Club inactif            | Club inactif            | Club inactif            |
| 1960             | 2e Russie 2             | 9e                      | 24                      | 28                      | 9                       | 6                       | 13                      | 46                      | 43                      | +3                      | —                       |
| 1961             | 2e Russie 1             | 3e                      | 34                      | 24                      | 15                      | 4                       | 5                       | 49                      | 22                      | +27                     | Demi-finales Q          |
| 1962             | 1er                     | 16e                     | 18                      | 18                      | 6                       | 6                       | 6                       | 21                      | 17                      | +4                      | Seizièmes de finale     |
| 1963             | 1er                     | 16e                     | 29                      | 38                      | 7                       | 15                      | 16                      | 37                      | 51                      | -14                     | Quarts de finale        |
| 1964             | 2e                      | 18e                     | 38                      | 38                      | 14                      | 10                      | 14                      | 46                      | 41                      | +5                      | 64es de finale          |
| 1965             | 2e                      | 20e                     | 46                      | 46                      | 16                      | 14                      | 16                      | 69                      | 60                      | +9                      | Quarts de finale        |
| 1966             | 2e Groupe 2             | 5e                      | 38                      | 34                      | 15                      | 8                       | 11                      | 40                      | 32                      | +8                      | Huitièmes de finale     |
| 1967             | 2e Groupe 1             | 6e                      | 43                      | 38                      | 16                      | 11                      | 11                      | 46                      | 29                      | +17                     | 64es de finale          |
| 1968             | 2e Groupe 1             | 6e                      | 46                      | 40                      | 16                      | 14                      | 10                      | 70                      | 39                      | +31                     | Seizièmes de finale     |
| 1969             | 2e Groupe 1             | 2e                      | 54                      | 38                      | 23                      | 8                       | 7                       | 59                      | 27                      | +32                     | 64es de finale          |
| 1970             | 2e                      | 6e                      | 47                      | 42                      | 19                      | 9                       | 14                      | 62                      | 49                      | +13                     | 64es de finale          |
| 1971             | 2e                      | 10e                     | 40                      | 42                      | 14                      | 12                      | 16                      | 35                      | 40                      | -5                      | Seizièmes de finale     |
| 1972             | 2e                      | 20e                     | 28                      | 38                      | 7                       | 14                      | 17                      | 32                      | 53                      | -21                     | Huitièmes de finale     |
| 1973             | 3e Zone 2               | 6e                      | 31                      | 32                      | 13                      | 7                       | 12                      | 43                      | 32                      | +11                     | —                       |
| 1974             | 3e Zone 2               | 1er                     | 62                      | 40                      | 26                      | 10                      | 4                       | 70                      | 25                      | +45                     | —                       |
| 1975             | 3e Zone 2               | 2e                      | 50                      | 34                      | 20                      | 10                      | 4                       | 58                      | 24                      | +34                     | —                       |
| 1976             | 3e Zone 3               | 1er                     | 58                      | 40                      | 24                      | 10                      | 6                       | 78                      | 32                      | +46                     | —                       |
| 1977             | 2e                      | 13e                     | 34                      | 38                      | 11                      | 12                      | 15                      | 51                      | 54                      | -3                      | 32es de finale          |
| 1978             | 2e                      | 19e                     | 27                      | 38                      | 7                       | 13                      | 18                      | 47                      | 65                      | -18                     | 32es de finale          |
| 1979             | 2e                      | 22e                     | 38                      | 46                      | 15                      | 8                       | 23                      | 52                      | 57                      | -5                      | Phase de groupes        |
| 1980             | 3e Zone 1               | 13e                     | 31                      | 36                      | 11                      | 9                       | 16                      | 38                      | 47                      | -9                      | Phase de groupes        |
| 1981             | 3e Zone 1               | 3e                      | 42                      | 32                      | 18                      | 6                       | 8                       | 48                      | 34                      | +14                     | —                       |
| 1982             | 3e Zone 5               | 12e                     | 23                      | 30                      | 7                       | 9                       | 14                      | 33                      | 37                      | -4                      | —                       |
| 1983             | 3e Zone 5               | 14e                     | 26                      | 32                      | 10                      | 6                       | 16                      | 29                      | 40                      | -11                     | —                       |
| 1984             | 3e Zone 5               | 14e                     | 24                      | 34                      | 7                       | 10                      | 17                      | 36                      | 55                      | -19                     | —                       |
| 1985             | 3e Zone 5               | 16e                     | 14                      | 30                      | 5                       | 4                       | 21                      | 22                      | 55                      | -33                     | —                       |
| 1986             | 3e Zone 5               | 15e                     | 18                      | 30                      | 7                       | 4                       | 19                      | 26                      | 59                      | -33                     | —                       |
| 1987             | 3e Zone 5               | 18e                     | 17                      | 34                      | 7                       | 3                       | 24                      | 23                      | 60                      | -37                     | —                       |
| 1988             | 3e Zone 5               | 13e                     | 29                      | 34                      | 7                       | 15                      | 12                      | 41                      | 42                      | -1                      | —                       |
| 1989             | 3e Zone 5               | 21e                     | 22                      | 42                      | 5                       | 12                      | 25                      | 39                      | 88                      | -49                     | —                       |
| 1990             | 4e Zone 6               | 11e                     | 28                      | 32                      | 8                       | 12                      | 12                      | 32                      | 38                      | -6                      | —                       |
| 1991             | 4e Zone 6               | 1er                     | 65                      | 42                      | 29                      | 7                       | 6                       | 72                      | 25                      | +47                     | —                       |

#### Période russe
| Saison    | Championnat           | Championnat           | Championnat           | Championnat           | Championnat           | Championnat           | Championnat           | Championnat           | Championnat           | Championnat           | Coupe de Russie     |
| Saison    | Division              | Pos                   | Pts                   | J                     | V                     | N                     | D                     | BP                    | BC                    | Diff                  | Coupe de Russie     |
| --------- | --------------------- | --------------------- | --------------------- | --------------------- | --------------------- | --------------------- | --------------------- | --------------------- | --------------------- | --------------------- | ------------------- |
| 1992      | 2e Ouest              | 17e                   | 21                    | 34                    | 6                     | 9                     | 19                    | 36                    | 65                    | -29                   | —                   |
| 1993      | 3e Zone 5             | 10e                   | 26                    | 30                    | 11                    | 4                     | 15                    | 27                    | 41                    | -14                   | 64es de finale      |
| 1994      | 4e Zone 4             | 6e                    | 25                    | 24                    | 10                    | 5                     | 9                     | 32                    | 23                    | +9                    | 64es de finale      |
| 1995      | 4e Zone 4             | 2e                    | 49                    | 24                    | 15                    | 4                     | 5                     | 39                    | 17                    | +22                   | 256es de finale     |
| 1996      | 3e Ouest              | 20e                   | 19                    | 38                    | 3                     | 10                    | 25                    | 26                    | 81                    | -55                   | 128es de finale     |
| 1997      | 3e Centre             | 18e                   | 34                    | 40                    | 8                     | 10                    | 22                    | 38                    | 69                    | -31                   | 128es de finale     |
| 1998      | 3e Ouest              | 8e                    | 72                    | 40                    | 21                    | 9                     | 10                    | 47                    | 27                    | +20                   | 128es de finale     |
| 1999      | 3e Ouest              | 13e                   | 45                    | 38                    | 11                    | 12                    | 15                    | 31                    | 39                    | -8                    | Seizièmes de finale |
| 2000      | 4e Nord-Ouest         | 2e                    | 58                    | 22                    | 18                    | 4                     | 0                     | 88                    | 13                    | +75                   | 64es de finale      |
| 2001      | 3e Ouest              | 1er                   | 93                    | 38                    | 29                    | 6                     | 3                     | 84                    | 21                    | +63                   | 256es de finale     |
| 2002      | 2e                    | 16e                   | 36                    | 34                    | 9                     | 9                     | 16                    | 28                    | 56                    | -28                   | 64es de finale      |
| 2003      | 2e                    | 5e                    | 77                    | 42                    | 23                    | 8                     | 11                    | 66                    | 37                    | +29                   | Huitièmes de finale |
| 2003      | 2e                    | 5e                    | 77                    | 42                    | 23                    | 8                     | 11                    | 66                    | 37                    | +29                   | Seizièmes de finale |
| 2004-2006 | Club inactif          | Club inactif          | Club inactif          | Club inactif          | Club inactif          | Club inactif          | Club inactif          | Club inactif          | Club inactif          | Club inactif          | Club inactif        |
| 2007      | 3e Ouest              | 3e                    | 53                    | 30                    | 14                    | 11                    | 5                     | 47                    | 27                    | +20                   | —                   |
| 2008      | 3e Ouest              | 7e                    | 53                    | 36                    | 15                    | 8                     | 13                    | 55                    | 45                    | +10                   | 128es de finale     |
| 2009      | 3e Ouest              | 1er                   | 79                    | 36                    | 24                    | 7                     | 5                     | 63                    | 28                    | +35                   | 128es de finale     |
| 2010      | 2e                    | 16e                   | 37                    | 38                    | 9                     | 10                    | 19                    | 32                    | 53                    | -21                   | 256es de finale     |
| 2010      | 2e                    | 16e                   | 37                    | 38                    | 9                     | 10                    | 19                    | 32                    | 53                    | -21                   | Seizièmes de finale |
| 2011-2012 | Club inactif          | Club inactif          | Club inactif          | Club inactif          | Club inactif          | Club inactif          | Club inactif          | Club inactif          | Club inactif          | Club inactif          | Club inactif        |
| 2013-2014 | 2e                    | 14e                   | 43                    | 36                    | 12                    | 7                     | 17                    | 38                    | 46                    | -8                    | 32es de finale      |
| 2014-2015 | 2e                    | 18e                   | 13                    | 34                    | 2                     | 7                     | 25                    | 18                    | 63                    | -45                   | 32es de finale      |
| 2015-2016 | 3e Ouest              | 7e                    | 47                    | 28                    | 14                    | 5                     | 9                     | 44                    | 31                    | +13                   | 256es de finale     |
| 2016-2017 | 3e Ouest              | 1er                   | 64                    | 26                    | 20                    | 4                     | 2                     | 63                    | 19                    | +44                   | 64es de finale      |
| 2017-2018 | 2e                    | 6e                    | 55                    | 38                    | 13                    | 16                    | 9                     | 52                    | 47                    | +5                    | Huitièmes de finale |
| 2019      | Championnat municipal | Championnat municipal | Championnat municipal | Championnat municipal | Championnat municipal | Championnat municipal | Championnat municipal | Championnat municipal | Championnat municipal | Championnat municipal | —                   |
| 2020      | 4e Nord-Ouest         | 1er                   | 34                    | 12                    | 11                    | 1                     | 0                     | 28                    | 7                     | +21                   | —                   |
| 2021-2022 | 3e Groupe 2           | 10e                   | 21                    | 22                    | 5                     | 6                     | 11                    | 22                    | 35                    | -13                   | 128es de finale     |
| 2022-2023 | 3e Groupe 2           | 14e                   | 32                    | 18                    | 9                     | 5                     | 4                     | 28                    | 21                    | +7                    | 32es de finale      |
| 2023      | 4e Groupe 2           | en cours              | en cours              | en cours              | en cours              | en cours              | en cours              | en cours              | en cours              | en cours              | 64es de finale      |

## Personnalités

### Entraîneurs
La liste suivante présente les différents entraîneurs connus du club,.
- Pavel Batyrev (en) (janvier 1936-juillet 1936)
- Antonín Fivébr (en) (septembre 1936-décembre 1936)
- Mikhaïl Boutoussov (en) (1937-1938)
- Vassili Tsimmerberg (janvier 1939-septembre 1939)
- Pavel Batyrev (en) (septembre 1939-décembre 1939)
- Mikhaïl Okoun (ru) (1940-1947)
- Mikhaïl Boutoussov (en) (1948-1953)
- Vassili Lotkov (ru) (1960-1961)
- Nikolaï Lioukchinov (en) (1962)
- Guennadi Bondarenko (en) (1963-1964)
- Arkadi Alov (en) (1965-1966)
- Guennadi Bondarenko (en) (1967-1968)
- Viatcheslav Soloviov (1969-1971)
- Valentin Fiodorov (en) (1971-1972)
- Anatoli Vassiliev (ru) (1973-1979)
- Stanislav Belikov (ru) (1979-1983)
- Guennadi Bondarenko (en) (1983-1988)
- Anatoli Zintchenko (en) (1988-1989)
- Vladimir Pronine (1990-1992)
- Vladimir Gontcharov (1992-1993)
- Aleksandr Fiodorov (1994-1996)
- Mark Roubine (1997)
- Boris Rappoport (en) (1998-1999)
- Sergueï Guerasimets (février 2000-juin 2000)
- Sergueï Lomakine (juin 2000-mars 2002)
- Dmitri Galiamine (mars 2002-juillet 2002)
- Valeri Gladiline (en) (juillet 2002-décembre 2002)
- Oleg Dolmatov (janvier 2003-août 2003)
- Vladimir Kazatchionok (août 2003-décembre 2003)
- Sergueï Dmitriev (janvier 2007-juillet 2007)
- Leonid Tkachenko (en) (juillet 2007-mars 2008)
- Viatcheslav Melnikov (en) (mai 2008-septembre 2008)
- Eduard Malofeev (septembre 2008-novembre 2009)
- Aleksandr Averianov (décembre 2009-avril 2010)
- Grigori Mikhaliouk (avril 2010-mai 2010)
- Boris Jouravliov (en) (mai 2010-juillet 2010)
- Eduard Malofeev (juillet 2010-août 2010)
- Sergueï Frantsev (août 2010-novembre 2010)
- Boris Jouravliov (en) (avril 2013-décembre 2013)
- Pavel Goussev (en) (décembre 2013-mai 2014)
- Viktor Demidov (juin 2014-septembre 2014)
- Adiam Kouziaïev (septembre 2014-juin 2015)
- Aleksandr Totchiline (juillet 2015-juin 2018)
- Iouri Solntsev (avril 2019-août 2020)
- Sergueï Poltavets (août 2020-novembre 2020)
- Dmitri Prochine (novembre 2020-décembre 2020)
- Anatoli Bogdanov (décembre 2020-mars 2021)
- Alexandru Curtianu (depuis juillet 2021)

### Joueurs emblématiques
- Mikhaïl Boutoussov
- Nikolaï Dementiev
- Sergueï Dmitriev
- Nikolaï Larionov
- Nikolaï Sokolov
- Gennady Yevriuzhikin
- Anatoli Zintchenko
- Ilshat Faïzouline
- Lioubomir Kantonistov
- Andreï Kondrachov
- Aleksandr Panov
- Dimitri Radchenko
- Vyacheslav Lychkin
- Aleksandr Chayka
- Sergueï Gerasimets
- Andreï Lavrik
- Rimantas Žvingilas
- Saša Ilić
- Evgheni Hmaruc
- Serghei Rogaciov
- Oleg Șișchin

## Historique du logo

2015-2021
depuis 2021